# Un enterrement à Ornans
 (septembre 2015).
Un enterrement à Ornans est un tableau peint par Gustave Courbet entre 1849 et 1850.
Le peintre a  30 ans lorsqu'il réalise cette œuvre de grandes dimensions qui fait l'objet d'une violente polémique lors de sa présentation au Salon de Paris à partir de décembre 1850 : outre sa taille, on reproche au tableau sa vulgarité et les critiques accusent Courbet de peindre « le laid », « le trivial » et « l'ignoble ».
Un enterrement à Ornans devient par cet effet de scandale une œuvre manifeste du réalisme dont Courbet est le chef de file ; un peintre engagé pour l'art mais aussi pour la République.

## Le contexte historique et social
Gustave Courbet esquisse Un enterrement à Ornans durant l'été 1849, et la composition de la toile l'occupera une grande partie de l'année 1850 : c'est une période charnière pour l’histoire de France comme pour l’histoire de l’art moderne. Louis-Philippe a été destitué en février 1848, la Deuxième République proclamée, et en décembre de la même année, Louis-Napoléon Bonaparte, futur Napoléon III, a été élu président de la République.
Dans cette époque au contexte social sensiblement agité, durant laquelle Paris et les autres grandes villes françaises sont le théâtre de manifestations souvent réprimées, les artistes ne se rangent pas forcément aux côtés de la classe ouvrière et de son combat. Courbet fait partie de ceux qui en juin 1848, se lancent dans l'action politique, entre autres à travers un journal, Le Salut public, fondé avec notamment deux complices, le poète Baudelaire et le critique Champfleury. Par ailleurs, les règles du Salon changent : désormais, grâce à la révolution, Courbet s'y voit accepté et il peut enfin y exposer.
Mais l'espoir de changement est de courte durée. C'est un Courbet déçu et amer qui, durant l'été 1849, abandonne Paris en proie à la réaction, rentre dans son pays natal, Ornans, et que l'on retrouve s'attelant à son grand projet. L’artiste a la volonté de devenir novateur : après dix années de bohème, il s'isole et prépare son retour au Salon prévu à la fin de l'année 1850.

## La scène

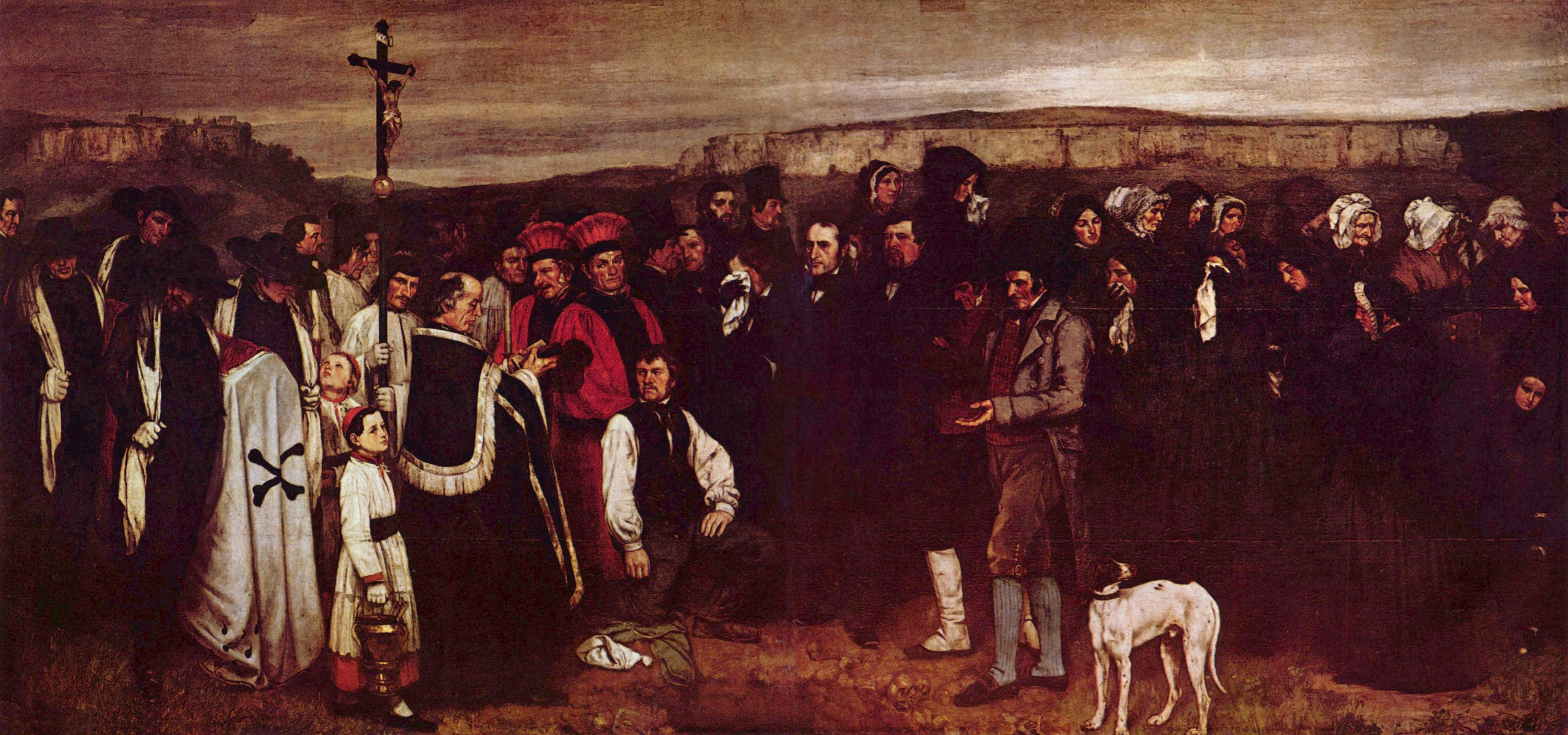
Le tableau avec ses couleurs actuelles tel qu'il est présenté au musée d'Orsay.

Ornans, la ville natale de Gustave Courbet, est une petite localité de 4 000 habitants située à 25 km de Besançon, dans le Doubs, en Franche-Comté. Dans le tableau, on retrouve en arrière-plan les caractéristiques du paysage de la région : des falaises calcaires qui encadrent les méandres encaissés de la Loue (un affluent du Doubs qui traverse la ville d'Ornans).
À partir de la Révolution, du fait du nombre croissant de morts, l'exiguïté des sites entraîne l'exurbanisation des cimetières, traditionnellement implantés autour de l'église du village. À Ornans, la population s'est opposée à ce transfert pendant des décennies et il faut attendre septembre 1848 pour qu'un nouveau cimetière hors du village soit inauguré. Dans le tableau c'est précisément dans ce nouveau cimetière à l'écart de la ville que se déroule l'enterrement. De plus, les personnages regroupés masquent les autres tombes et les murs du cimetière, ce qui nous laisse penser que la fosse a été creusée au milieu de nulle part. Le peintre fait figurer la scène à un moment précis : le convoi vient d'entrer dans le cimetière et s'est scindé en trois groupes (les officiants, les hommes et les femmes).

## Les personnages
Les 27 personnages pressés en double rang sont tous des habitants d'Ornans que Courbet avait fait poser un à un dans son atelier. Comme à l'église, les hommes (à gauche) et les femmes (à droite) sont séparés. Les hommes portent des costumes noirs et plusieurs d'entre eux un chapeau haut de forme. Les femmes portent des coiffes blanches et des capuches noires ; plusieurs d'entre elles tiennent un mouchoir blanc dans la main et pleurent le mort (la description suivante est issue des données des archives municipales et des actes notariés).

### Les individualités
1. Le curé (10) : habillé en grande pompe, le curé porte le costume funèbre et lit les textes de son bréviaire (livre liturgique contenant les prières à lire chaque jour par les prêtres) qu'il tient à la main. Il fait face au révolutionnaire de l'autre côté de la fosse.
2. Le fossoyeur (13) : Antoine Joseph Cassard, fils de cordonnier et paysan pauvre, a posé sa veste et son bonnet de laine sur les bords de la fosse qu'il vient de creuser comme l'indique la couleur de la terre. Il attend l'arrivée du cercueil et pose un genou au sol. Si son regard, à mi-hauteur de la toile, tourné vers le groupe des « officiants de l'au-delà » et de la haute croix, nous entraîne vers l'univers spirituel de la cérémonie, le reste de son corps tourné vers la fosse nous attire vers le « monde d'en bas » et sa réalité : l'ensevelissement du cadavre.

### Les ensembles de personnages
1. Les quatre porteurs : ils sont munis de gants blancs, de tenues noires et de grands chapeaux à bords ronds. Ils soutiennent le cercueil entouré d'un drap blanc et détournent leurs visages du mort (à la campagne, on exposait le corps plusieurs jours avant l'enterrement et la pestilence des morts est peut-être évoquée ici par le peintre). Ce sont probablement un artisan cordonnier (1), un propriétaire cultivateur-rentier (2), un musicien (que l'on retrouve dans la toile Après dîner à Ornans) (3), et un propriétaire (4). Ces deux derniers sont des amis de Courbet.
2. Les trois sacristains : les sacristains se tiennent en arrière du curé, à gauche du cercueil et sont vêtus de blanc. L'un d'entre eux est le porte-croix ; c'est un propriétaire-vigneron (7). Les deux autres en (5) et (6) sont respectivement un musicien et un artisan cordonnier. À l'extrême gauche de la toile derrière les porteurs est peut-être représenté le grand-père de Courbet décédé un an plus tôt (il n'est pas visible ici). Le groupe des sacristains est « relié » au ciel par la croix qui surmonte la foule et les falaises en arrière-plan.
3. Les deux enfants de chœur : le premier (8) lève la tête vers le porteur, dont il vient de toucher le chapeau avec son cierge. Le second (9) au premier plan porte le vase d'eau bénite.
4. Les deux bedeaux : employés laïcs d’église, les bedeaux s'assurent du bon déroulement des cérémonies religieuses. Celui de gauche (11) est un vigneron aisé tandis que celui de droite (12) est un cordonnier modeste. La couleur rouge de leur costume et de leur toque les fait sortir tout droit d'une toile italienne du bas Moyen Âge, cependant on a retrouvé dans la sacristie de l'église d'Ornans une de ces toques.
5. Le groupe des hommes : au premier plan les bourgeois et notables, un juge de paix (14), le maire d'Ornans Prosper Teste (15), un ancien gendarme devenu prêteur sur gages tenant un mouchoir à la main (17) et un meunier enrichi (19) ainsi qu'un avocat (20), ami de Courbet. Au second plan figurent deux amis d'enfance du peintre : un rentier célibataire (16) et un bourgeois aisé (18).
6. Les deux révolutionnaires : ils portent le costume porté par les révolutionnaires entre 1792 et 1793 (c'est-à-dire au moment de la Première République) soit un demi-siècle plus tôt. Nous sommes en 1849 et Courbet a assisté à l'avènement de la Deuxième République en 1848. Le premier (21) porte des guêtres blanches  et le second au premier plan (22) des bas bleus. La main tendue vers la fosse, ce dernier semble officier en même temps que le curé en face de lui. Ce face-à-face incongru entre la République et l'Église est à mettre en lien avec l'engagement politique de Courbet qui sera un partisan de la Commune de Paris en 1871.
7. Le groupe des femmes : En tête du cortège au premier plan sont représentées les femmes de la famille de Courbet. Sa mère (23) et trois de ses sœurs (24) - (25) - (26). La petite fille à l'extrême droite du tableau (27) est une petite cousine de l'artiste.

## Les thèmes: la mort et la religion
Dans Un enterrement à Ornans se mêlent conjointement les thèmes de la mort et de la religion à travers l'enterrement, un rite funéraire occupant une place fondamentale car il soude dans le chagrin la communauté villageoise. Au-delà du rite religieux en lui-même, l'univers de l'œuvre est chargé de symboles ayant des liens avec la religion et la mort.
Ainsi, une tradition apocryphe indique que « lors de l'agonie du Christ, la terre trembla, se fissura et fit jaillir le crâne d'Adam enfoui depuis des millénaires ». Courbet a justement représenté un crâne dans le tableau, à droite de la fosse. On retrouve ce crâne symbolique dans Hamlet et Horatio au cimetière peint par Delacroix en 1839, seulement dix ans auparavant. Ce même crâne, ainsi que les os croisés et les larmes sur le drap mortuaire, signifient que « l'initié va renaître à une nouvelle vie ». S'agit-il d'une vanité ou d'une allusion à l'univers de la Franc-maçonnerie (Courbet ferait référence à la sourde et secrète tradition maçonnique à Ornans) ?
Le chien, quant à lui, alimente aussi l'univers symbolique. En effet, dans de nombreuses sociétés, l'animal accompagne l'homme dans l'au-delà et est souvent présent lors des cérémonies sacrées (dans l'Égypte ancienne ou chez les Incas par exemple).

## La facture du tableau
Courbet a réalisé son tableau, qui restera le plus grand en termes de dimensions de toute sa production, dans le grenier de la maison familiale d'Ornans qui lui servira d'atelier pour de nombreuses autres toiles (dont L'Atelier du peintre en 1855). Du fait de la pente du toit, Courbet doit peindre sur une partie de la toile tandis qu'il enroule les parties droites ou gauches précédemment réalisées. On distingue également les coutures qui divisent la toile en trois tiers de haut en bas. Dans une lettre adressée à Champfleury, en février-mars 1850, il dit à ce sujet : « Il faut être enragé pour travailler dans les conditions où je me trouve. Je travaille à l’aveuglette ; je n’ai aucune reculée. Ne serai-je jamais casé comme je l’entends ? Enfin, dans ce moment-ci, je suis sur le point de finir 50 personnages grandeur nature, avec paysage et ciel pour fond, sur une toile de 20 pieds de longueur sur 10 de hauteur. Il y a de quoi crever. Vous devez imaginer que je ne me suis pas endormi. »

### La préparation de la toile
On trouve du blanc (de plomb) à grain épais qui donne une teinte d'ambre brûlé, devenue apparente lorsque les couches de peintures ont séché. Cette technique a assombri le tableau et a atténué les tons froids : les mains et les visages ont été réalisés au pinceau et soulignés au bistre (couleur brun-noirâtre préparée à partir de la suie) par des traits apparents.
Les zones indéterminées du premier plan (sol, terre) et de l'arrière-plan (ciel, falaise) ont probablement été réalisées au couteau.

### L'omniprésence du noir et du blanc
Le noir ne forme pas une masse uniforme mais il présente au contraire des nuances charbonneuses ou bleutées. Les notes violentes de blanc s'y opposent : les draps des porteurs, les surplis du porte-croix, la chemise du fossoyeur, les bonnets et les mouchoirs des femmes ainsi que le chien blanc tacheté de noir au premier plan.
Le satin bleuté du drap mortuaire, qui n'est pas noir ou violet comme le veut la tradition, est une nuance particulière. Courbet a utilisé ce drap de satin blanc pour « rattraper » un déséquilibre majeur dans la toile entre les blancs minoritaires et les noirs qui dominaient.

### La palette de couleur
Outre le noir et le blanc, des touches de couleurs vives ponctuent la toile. Le rouge vermillon des bedeaux et des enfants de chœur, le jaune cuivré du vase du crucifix (le « vase » est la boule inférieure du support du crucifix), le vert olive de la blouse sur laquelle le fossoyeur est agenouillé, les bas bleus, la culotte verte, la redingote grise et le gilet brun du révolutionnaire forment une « phrase colorée » qui traverse la toile et contraste avec le triste évènement qu'est l'enterrement.

## La composition du tableau

### Une construction géométrique
La toile de Courbet obéit à une construction géométrique :
- Tout d'abord, si l'on suit les lignes formées par les falaises en arrière-plan et les pieds de la foule au premier plan (en bleu), on voit que le ciel, et même les « cieux », empreints de spiritualité grâce au Christ (près duquel demeure l'esprit du mort selon la religion chrétienne), s'opposent à la terre et à la fosse où le corps physique va être enterré.
- Ensuite, le cercueil est incliné selon la diagonale du rectangle formé par la ligne d'horizon et le bord inférieur de la toile (en jaune). Le cercueil est penché avec la même inclinaison que la branche horizontale du crucifix et si l'on prolonge la diagonale, on découvre qu'il « plonge » vers le fossoyeur, et dans la fosse où il se destine à être enterré.
- Enfin, le prolongement des branches du crucifix (en blanc) fait apparaître une diagonale qui parcourt le ciel au-dessus de la foule. On distingue aussi un axe qui part du sol (de la terre, la fosse...) jusqu'aux « cieux » : il passe par le vase d'eau bénite (eau avec laquelle le curé peut aussi baptiser), l'enfant de chœur communié, le porteur de croix marié et enfin par le crucifix et le corps du Christ. Courbet aurait alors peut-être représenté le cheminement de la vie à travers les sacrements chrétiens, de la naissance à la mort, et même la vie après la mort. La croix du crucifix et la croix formée par les os sur le cercueil (surlignées en noir) forment deux croix sombres, bien visibles sur leurs fond clairs ; le symbole de la religion chrétienne s'oppose à l'un des symboles de la Franc-maçonnerie.

### Les critiques
Un enterrement à Ornans est présenté au Salon de peinture de 1850, où il est très mal accueilli par les critiques outrés de voir une si grande œuvre (6,68 × 3,15 m), traiter d'une « anecdote » populaire avec une telle gravité. Ce format panoramique était alors réservé aux grandes scènes historiques, mythologiques ou religieuses. Cette remise en question de la hiérarchie des genres choque les critiques. Pour la plupart d'entre eux, la peinture de Courbet est assimilée à un art « socialiste ».
Les réactions sont violentes : « Est-il possible de peindre des gens si affreux ? » demandent des bourgeois dans un dessin d'Honoré Daumier. La critique décrit les personnages comme « d'ignobles caricatures inspirant le dégoût et provoquant le rire ». Par exemple, Du Pays dénonce chez Courbet « un amour du laid endimanché, toutes les trivialités de notre costume disgracieux et ridicule, prises au sérieux ». Paul Mantz affirme que « l’Enterrement sera dans l'histoire moderne les Colonnes d'Hercule du Réalisme ».
La toile, du fait de la multiplication des critiques, est refusée à l'Exposition universelle de 1855. Dès lors, Courbet finance son propre pavillon, juste en face, avenue Montaigne, y expose quarante de ses tableaux et se réclame du réalisme.

### Le point de vue de Courbet
À ces critiques, Courbet répond : 

« Je n'ai jamais eu d'autres maîtres en peinture que la nature et la tradition, que le public et le travail. »

C'est la définition de ce nouveau courant dont il est devenu en 1847 le chef de file : le réalisme, que son ami journaliste Champfleury a propagé. Courbet déclare aussi : 

« Je tiens ainsi que la peinture est un art essentiellement concret et ne peut consister que dans la représentation des choses réelles et existantes [...] de tous les objets visibles ; un objet abstrait, non visible, non existant n'est pas du domaine de la peinture. »

Il souhaite balayer l'hypocrisie et l'académisme ambiants des peintres de salon embourgeoisés, et montrer la réalité brute de la province, le monde de la campagne et de ses pauvres habitants[réf. nécessaire].

### De nos jours
Du fait de l'engagement politique et artistique de Courbet, l'œuvre a soulevé et soulève encore aujourd'hui de nombreuses interrogations, notamment sur l'identité du mort que l'artiste enterre. S'agirait-il de sa sœur Clarisse, morte lorsqu'il avait 15 ans, expulsant ainsi ses remords personnels et exposant son deuil au public à travers la peinture ?
D'un point de vue symbolique, est-ce une « prédiction » de l'enterrement prochain de la Seconde République en 1852 et de l'avènement du Second Empire de Louis-Napoléon Bonaparte ? Ou bien encore l'enterrement du romantisme dont Delacroix avait déjà commencé à s'émanciper ? Où bien l'enterrement de la tradition académique picturale par le refus de toute idéalisation et le choix d'un sujet ne correspondant pas à un événement historique.

### Documentaire
- Palettes, documentaire vidéo :  La Place du mort. Un enterrement à Ornans, (1996), 30 min.